# Ten Thousand Fists
Ten Thousand Fists – trzeci album studyjny nu metalowego zespołu Disturbed, wydany 20 września 2005.

## Lista utworów
1. „Ten Thousand Fists” – 3:33
2. „Just Stop” – 3:46
3. „Guarded” – 3:22
4. „Deify” – 4:18
5. „Stricken” – 4:07
6. „I'm Alive” – 4:42
7. „Sons of Plunder” – 3:50
8. „Overburdened” – 5:59
9. „Decadence” – 3:27
10. „Forgiven” – 4:15
11. „Land of Confusion” (cover zespołu Genesis) – 4:50
12. „Sacred Lie” – 3:08
13. „Pain Redefined” – 4:09
14. „Avarice” – 2:56

## Twórcy
- David Draiman – śpiew
- Dan Donegan – gitara, instrumenty klawiszowe
- John Moyer – gitara basowa
- Mike Wengren – perkusja
- Johnny K – produkcja
- Ben Grosse – miks
- Ted Jensen – mastering